# 에울로히오 아랑구렌
에울로히오 아랑구렌 라바이루(스페인어: Eulogio Aranguren Labairu; 1892년 7월 27일, 부에노스 아이레스 ~ 1973년 날짜 미상, 사망지 미상)는 아르헨티나의 축구 선수로, 유년 시절을 바스크 주에서 보냈다. 현역 시절 미드필더로 활약하던 그는 대부분의 현역 생활을 레알 마드리드에서 보냈다. 그는 소테로의 형으로 레알 마드리드에서 두 형제가 한배를 탔다.

## 생애
그는 1911년부터 1921년까지 10년 동안 레알 마드리드 선수로 활약했다. 이 기간 동안, 그는 20번의 경기에 출전했지만, 공식 경기에서 득점을 한 적은 없는데, 이는 그가 주로 수비적인 역할을 맡았기 때문이었다.
그의 동생 에울로히오의 사후 3년, 그의 동생과 비슷한 시기에는 젊은 나이에 영면에 든 레알 마드리드의 전 주장 알베르토 마침바레나가 있었고, 유족인 마침바레나의 남매와 알폰소 13세 국왕과 함께 1군 탈의실 입구에 그들을 기리는 동상을 세웠다. 이 동상은 세대를 아우르며 구단의 선수들에게 영감을 불어넣는다.
1925년, 그는 레알 마드리드의 럭비부를 창단했는데, 그는 주심을 맡은 적이 있으며 이후에 카스티야 심판 연맹을 결성했다.
그는 스페인 축구 연맹의 부회장을 맡아 몇 차례 스페인 국가대표팀의 공적 일을 맡았다. 그는 변호사 공부를 하기도 했다. 슬하에 5명의 자식을 두었는데, 호세 에울로히오(호세추), 마루치, 페르난도, 소테로(유년기에 요절), 그리고 이그나시오가 그들이었다.
그의 동생과 함께 아랑구렌 가문은 레알 마드리드에 활약한 아르헨티나인 1세대 선수들이었다.

## 수상
레알 마드리드
- 코파 델 레이: 1917
- 중부 선수권 대회: 1912-13, 1915–16, 1916–17